# كاسلفينيا كرانكوس
كاسلفينيا كرانكوس (بالإنجليزية: Castlevania Chronicles)‏ (باليابانية: キャッスルヴァニアクロニクル) ، هي لعبة فيديو من نوع منصات، أنتجها شركة كونامي عام 1993م باسم أكوماجو دراكولا (باليابانية: 悪魔城ドラキュラ) ، والتي كانت تعمل لنظام شارب إكس68000 الحصرية، وجددت الإصدار وعدلت بعضها عام 2001م والتي تعمل بنظام بلاي ستيشن، وأعيدت إصدارها من جديد عام 2014م لموقع بلاي ستيشن نتورك.

## روابط خارجية
- كاسلفينيا كرانكوس على موقع IMDb (الإنجليزية)